# Puente la Reina de Jaca
Puente la Reina de Jaca – gmina w Hiszpanii, w prowincji Huesca, w Aragonii, o powierzchni 48,13 km². W 2011 roku gmina liczyła 286 mieszkańców.